# Tulou

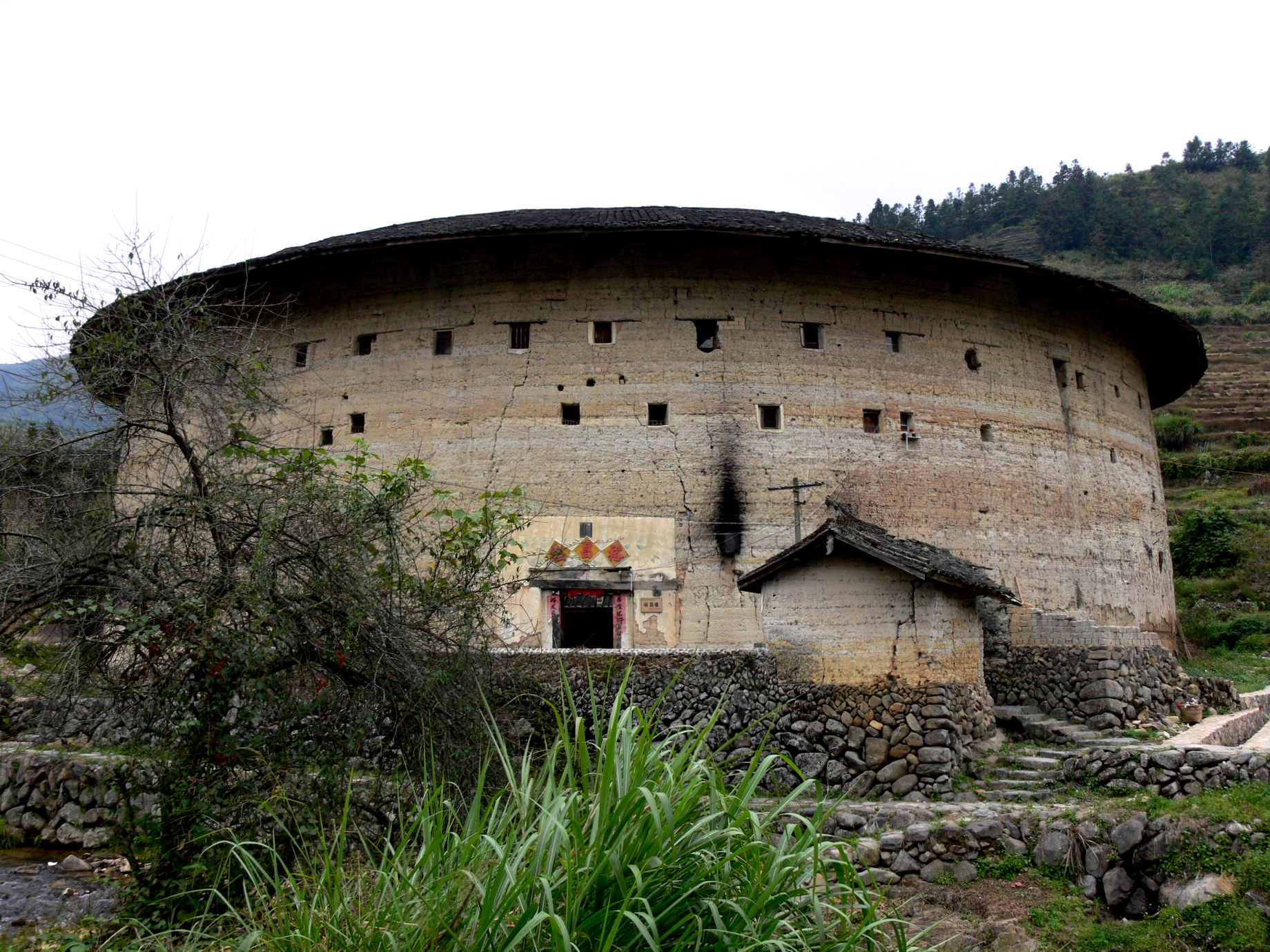
Der Tulou von Yuchanglou im Kreis Yongding

Tulou (chinesisch 土樓 / 土楼, Pinyin tǔlóu – „Erdgebäude, mehrgeschossiges Erdhaus“) ist die Bezeichnung für eine befestigte Hausform für gemeinschaftliches Wohnen eines ganzen Clans oder einer Großfamilie. Traditionell werden Tulou von der Volksgruppe der Hakka sowie verschiedenen Volksgruppen der Provinz Fujian im Südosten Chinas errichtet. Daher werden sie manchmal auch als Fujian-Tulou (福建土樓 / 福建土楼,  Fújiàn tǔlóu) bezeichnet. Die Bauten der Tulou kommen auch in der benachbarten Provinz Guangdong vor.
Die meisten dieser Häuser stehen in den Kreisen Nanjing und Yongding an der Grenze zur Provinz Guangdong.

## Architektur

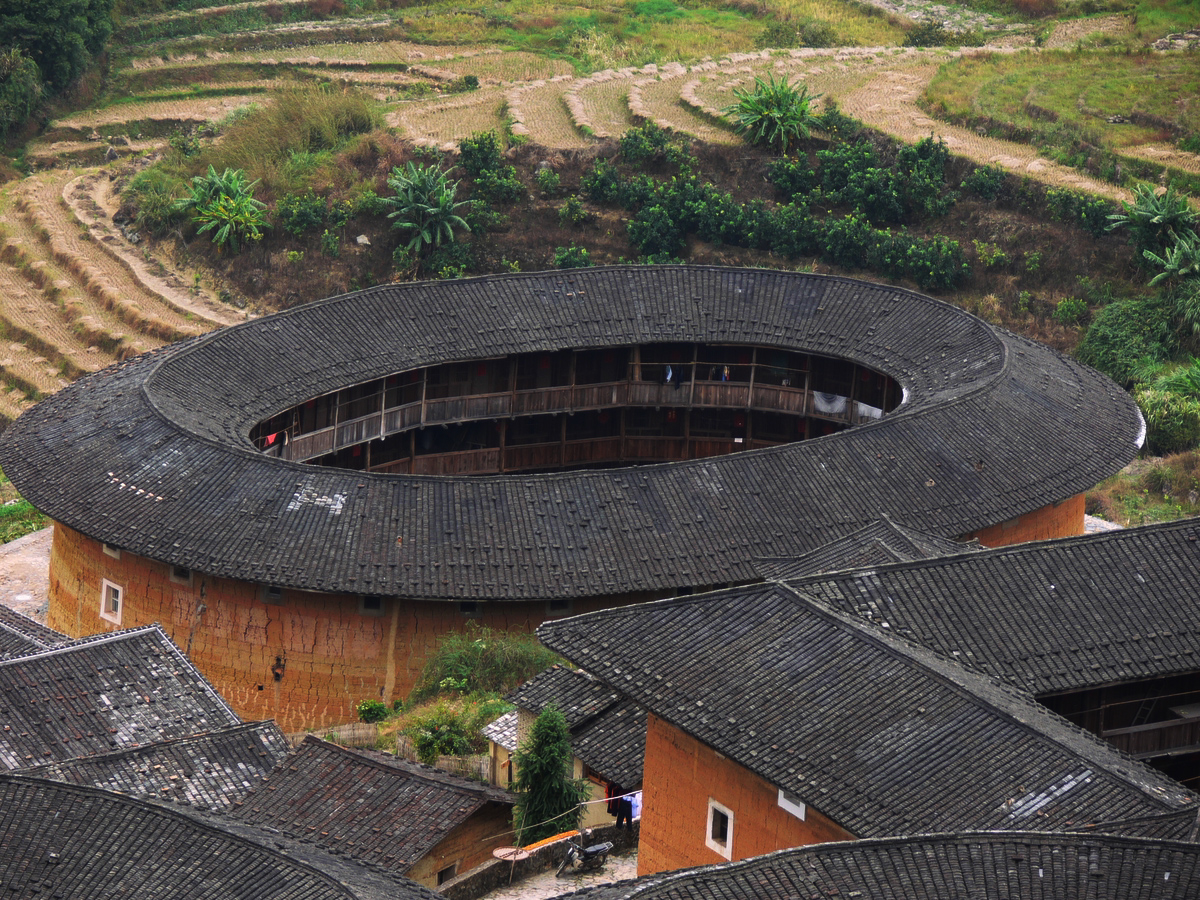
Ovales und eckiges Tulou

Die Tulou sind im Grundriss entweder rechteckig oder rund und bestehen aus einer
umlaufenden Befestigungsmauer aus Stampflehm, die im unteren Bereich bis zu 2,5 Meter stark sein kann, sowie einem
mehrgeschossigen Gebäude aus Holz, das an die Mauer angelehnt
und zu einem Innenhof ausgerichtet ist. Die einzelnen Wohneinheiten werden vom Hof aus über Laubengänge erschlossen und haben alle, entsprechend dem Konstruktionsraster der Holzkonstruktion die gleiche Größe. Die meisten Tulou haben drei bis fünf Stockwerke und konnten bis zu 800 Personen beherbergen. Als Verteidigungsbauwerke besitzen sie nur wenige Fenster nach außen und nur einen einzigen Eingang. Die Dächer sind mit gebrannten Ziegeln gedeckt und kragen weit aus, um die Lehmmauern vor Regen zu schützen.

### Geschichte

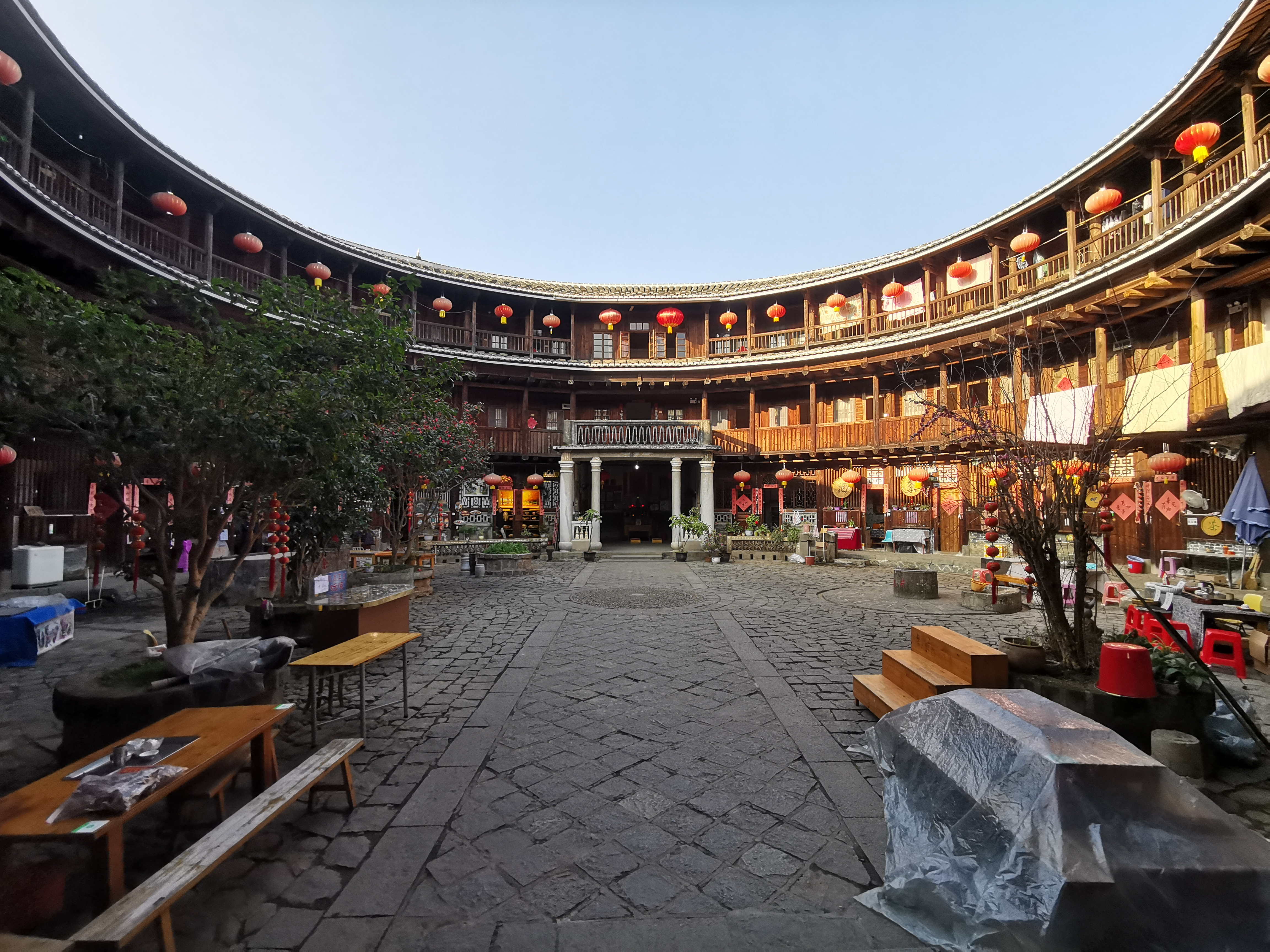
Innenansicht eines Tulou in Fujian

Tulou werden seit dem 12. Jahrhundert bis in die Gegenwart gebaut. Die aufwändigsten Gebäude stammen aus dem 17. und 18. Jahrhundert.
2008 wurden 46 der Tulou von Fujian von der UNESCO in die Liste des Weltkulturerbes aufgenommen.

## Quelle
- Die Tulou-Rundhäuser in Fujian, China Schätze der Welt, Erbe der Menschheit, Folge 379. (Memento vom 11. April 2016 im Internet Archive) auf SWR